# Wspólnota administracyjna Neuffen
Wspólnota administracyjna Neuffen – wspólnota administracyjna (niem. Vereinbarte Verwaltungsgemeinschaft) w Niemczech, w kraju związkowym Badenia-Wirtembergia, w rejencji Stuttgart, w regionie Stuttgart, w powiecie Esslingen. Siedziba wspólnoty znajduje się w mieście Neuffen, przewodniczącym jej jest Wolfgang Schmidt.
Wspólnota administracyjna zrzesza jedno miasto i dwie gminy wiejskie:
- Beuren, 3 359 mieszkańców, 11,69 km²
- Kohlberg, 2 277 mieszkańców, 4,39 km²
- Neuffen, miasto, 6 164 mieszkańców, 17,45 km²